# Дагдський край
Да́гдський край (латис. Dagdas novads) — адміністративно-територіальна одиниця Латвійської Республіки. Розташований у південно-східній частині країни, в історичному регіоні Латгалія. Адміністративний центр — Дагда. Створений 2009 року. Площа — 948,8 км². Населення — 8286 осіб (2011). До складу краю входять 1 місто і й0 волостей.